# Os Bandeirantes
Pour les articles homonymes, voir Les Pionniers.
Pour plus de détails, voir Fiche technique et Distribution.
Os Bandeirantes (littéralement « les pionniers du Brésil ») est un film d'aventure franco-italo-brésilien réalisé par Marcel Camus, sorti en salles en 1960.

## Synopsis
Au Brésil, un chercheur de diamants se lance à la poursuite d'un voleur qui l'a dévalisé après l'avoir laissé pour mort. 

## Fiche technique
- Titre original : Os Bandeirantes
- Réalisation, scénario : Marcel Camus
- Dialogues : Marcel Camus et Jacques Viot
- Directeur de la photographie : Marcel Grignon
- Son : Joseph de Bretagne
- Musique : Henri Crolla et José Toledo
- Montage : Andrée Feix
- Assistant-réalisateur : Robert Mazoyer
- Production : Cinetel, Les Films Jean Manzon, Société Nouvelle des Films Cormoran, Silver Films, Terra Film (Paris), Cité-Films (Paris), C.I.C.C. (Compagnie Industrielle et Commerciale Cinématographique - Raymond Borderie -), Titanus (Rome)
- Pays d'origine :  France ;  Italie ;  Brésil
- Genre : Film d'aventure
- Durée : 109 minutes
- Dates de sortie : 
  - France, 28 octobre 1960[1]
  - Japon, 20 août 1961
- Affiche : Vanni Tealdi (France)

## Distribution
- Raymond Loyer : Morin
- Elga Andersen : Elga
- Almeiro do Esperito Santo : Beïja Flor
- Léa Garcia : Herminia
- John Reich : Curd
- Lourdes de Oliveira : Suzana
- Maria Alicia

## Autour du film
Scènes remarquables : la construction de Brasilia, nouvelle capitale créée par Oscar Niemeyer, froide et ultra-réaliste ; la brutale destruction forcée (au moyen des bulldozers) du bidonville humain que les ouvriers avaient dû improviser.